# Viracachá
Viracachá – miasto w Kolumbii, w departamencie Boyacá.